# ورزشگاه باشگاه ورزشی الحمریه
ورزشگاه باشگاه ورزشی الحمریه یک ورزشگاه در امارات متحده عربی است که در الحمریه، امارت شارجه واقع شده‌است.